# 走钢丝

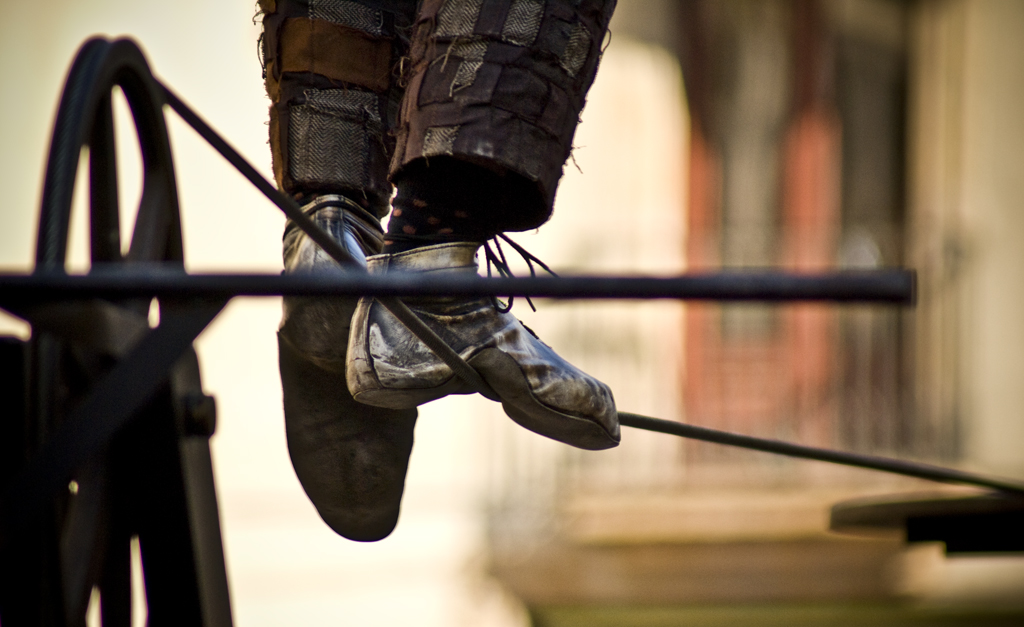
走钢丝演员的双脚

走钢丝是在纤细金属线或绳子上走动的技艺，一般在高空中进行。一或多个表演者在观众前表演（马戏团常见节目）或做为宣传的噱头（常常试图创造特定位置的距离或高度的记录）。走钢丝的表演者有时候使用保持平衡的竿子，他们也许会为了演艺效果而在没有安全网保护的情况下表演“壮举”。

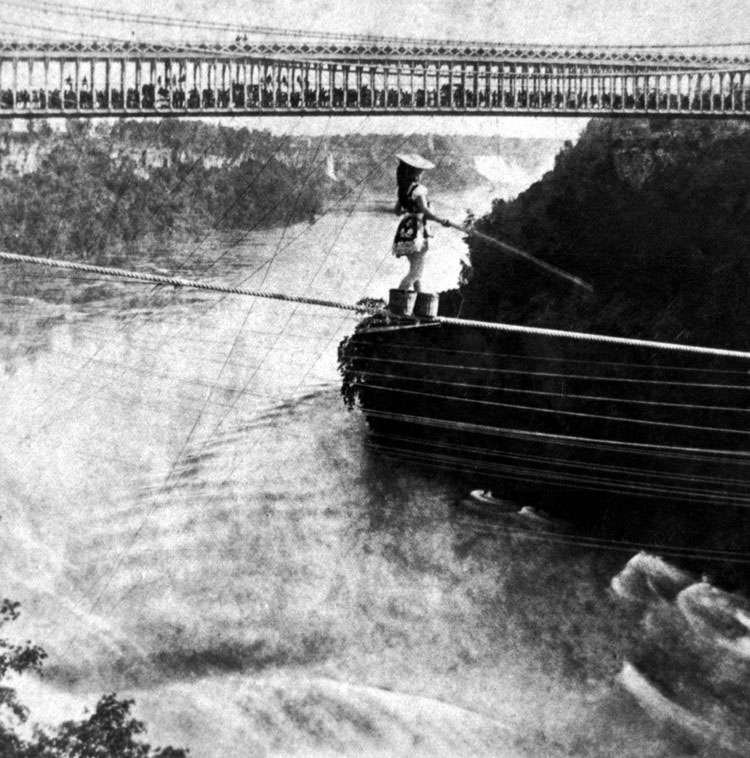
1876年7月4日，玛丽亚·斯贝特里妮（Maria Spelterini）走钢丝过尼亚加拉瀑布

表演韓式走繩的藝人，不但走鋼絲，還會在繩上跳躍，唱歌。

## 著名艺人
- 法國的菲利普·珀蒂
- 美国的尼克·瓦伦达
- 中国新疆的阿迪力·吾休尔